# Neljudsko (strip)
Neljudsko je epizoda Dilan Doga objavljena u Srbiji premijerno u svesci #168. u izdanju Veselog četvrtka. Koštala je 270 din (2,3 €; 2,7 $). Imala je 94 strane. Na kioscima se pojavila 24. novembra 2020.

## Originalna epizoda
Originalna epizoda pod nazivom Non umano objavljena je premijerno u #377. regularne edicije Dilana Doga u Italiji u izdanju Bonelija. Izašla je 27. januara 2018. Naslovnu stranicu je nacrtao Điđi Kavenađo. Scenario je napisao Đankarlo Marcano, a epizodu nacrtao Đulio Kamanji. Koštala je 3,9 €.

## Kratak sadržaj
Prolog. U zabitom delu Londona dešava se neljudsko ubistvo beskućnika.
Glavna priča: Dilan se zabavlja sa Trejsi Šreder koja je zaposlena u policiji. Naredne večeri Trejsi sa kolegom nailazi na još jedan zločin u mračnoj ulici. Ovoga puta je i ona napadnuta. Trejsi je preživela, ali je smeštena u bolnicu i nalazi se u teškom stanju. Dilan dolazi u posetu, ali tamo se već nalaze Ranija i inspektor Karpenter, koji treba da je ispitaju. Tu je i Trejsin otac, koji se često nalazi pored nje. Trejsi priča Karpenteru da ju je napalo čudovište, te da je izgubila svest i da se ne seća kako je ostala živa. Nakon izlaska iz bolnice, Dilan luta ulicama i umalo ga pregazi kamionet čiji ga vozač u naletu besa nazove „nižom rasom majmuna“. Dilanu tada pada na pamet da su dosadašnje žrtve monstruoznog ubice ne-belci i imigranati. Odlazi kod Ranije da joj to saopšti. Mediji su već počeli da izveštavaju o zabrinutim građanima koji su takođe shvatili da je ubica rasista. Belci, pak, daju izjave za medije u kojima tvrde da se osećaju bezbedni. Dilanu se javlja Ela Rozental, koja mu objašnjava da su nacisti krajem rata pokušali da naprave nešto nalik na frankenštajnovo čudovište koje bi nastavilo sa zločinima. Ona veruje da je jedno od tih čudovišta Baron Blut (Blut na nemačkom znači krv). Dilan o tome obaveštava Trejsi koja nije zainteresovana da istražuje tave pretpstavke. Ipak, Dilan uspeva da je nagovori da posete Elu u njenom stanu gde je nalaze mrtvu.
Na Elinoj sahrani, Trejsi saopštava Dilanu da želi da raskine s njim. Dilan pokušava da je potraži u stanu ali tamo saznaje da se Trejsi odselila i da su ju joj roditelji umrli pre deset godina. Policija zaustavlja Trejsi i njenog oca za koga se ispostavlja da je nacista pod imenom Hektor Štraser (i još nekoliko lažnih imena) kojeg traži policija. U razovoru sa Karpenterom, Štraser priznaje da je nacista, a kasnije se ispostavlja da je upravo on nacističko čudoviše ubica. Iako Dilan na kraju uspeva da ubije Štrasera, njegovi saradnici kradu njegovo telo iz mrtvačnice i organizuju mu sahranu sa nacističkim obeležjima na kojoj prisustvuje i misteriozni načelnik policije.

## Nacizam kao tema
Nacizam i nacisti su česta tema serijala Dilan Dog. Neke od značajnijih epizoda su Doktor Teror i Korak anđela (DD159).

## Inspiracija filmom
Objašnjavajući Dilanu svoju teoriju, Ela Rozental upoređuje Barona Bluta sa misterioznim ubicom Kajzer Sozeom iz filma Dežurni krivci (Usual Suspects).

## Prethodna i naredna epizoda
Prethodna epizoda nosila je naziv Grafički horor roman - nastavak (DD166) , a naredna Spavati, možda i sanjati (DD168)